# Marcel Duchamp
Marcel Duchamp [marsel dyšám] (28. července 1887 – 2. října 1968) byl francouzský výtvarník a šachista, který většinu života prožil v USA. Byl ovlivněný futurismem a kubismem. Ve Spojených státech přispěl ke zprostředkování znalosti kubismu. V New Yorku založil spolu s Man Rayem dadaistickou skupinu. V některých obrazech se zabýval analýzou simultánního pohybu. Měl velký vliv na surrealistické hnutí ve 20. a 30. letech. Instalacemi tzv. ready-mades, což byly průmyslově vyráběné předměty Duchampem pouze signované, ovlivnil směřování výtvarného umění ve 20. století a stal se předchůdcem konceptuálního umění, op-artu a minimalismu. Velkou část života se věnoval šachu, v němž dosáhl úrovně mezinárodního mistra.

## Život
Duchamp se narodil v rodině prosperujícího notáře v malém městě v Normandii jako třetí ze sedmi dětí. Jeho dědeček z matčiny strany byl výtvarník, rodinnou vilu zdobily jeho obrazy a rytiny. Duchampovy první malířské pokusy spadají do roku 1902, kdy maloval krajiny v impresionistickém duchu. V roce 1904 dokončil studium na lyceu v Rouenu, kam se mezitím rodina přestěhovala, a odešel za dvěma staršími bratry do Paříže. Gaston, který byl malířem, přijal umělecké jméno Jacques Villon, sochař Raymond signuje své plastiky jako Duchamp-Villon. Marcel Duchamp začal studovat na prestižní soukromé Julianově akademii, kterou však nedokončil. Více než malířství se v té době věnoval hraní kulečníku. Bratři byli v Paříži vydržováni rodiči, Duchamp si ale přivydělával kresbami do humoristických časopisů. V roce 1905 nastoupil dobrovolně do armády. Druhý rok vojenské služby však jako pracovník v umělecké profesi (absolvoval tiskařský kurz) absolvovat nemusel. Kolem roku 1910 vznikaly jeho významné rané oleje, ovlivněné tvorbou Cézannovou a fauvisty. V roce 1911 se v jeho díle objevuje recepce symbolismu, kubismu a futurismu. Namaloval první stroj - Mlýnek na kávu.
Rok 1912 je bodem zlomu. Tehdy namaloval obraz Akt sestupující se schodů, č. 2, který však nebyl porotou Salónu nezávislých přijat. Několikrát navštívil výstavu italských futuristů, kterou uspořádala avantgardní pařížská Galerie Bernheim-Jeune. Navázal přátelství s Guillaume Apollinairem a Francisem Picabiou, s nimiž navštívil divadelní adaptaci románu Raymonda Roussela Africké dojmy. Tvorba tohoto autora Duchampa velmi ovlivnila. Začal se také stýkat s umělci žijícími v Puteaux u Paříže, kde měl ateliér jeho bratr Jacques Villon, mj. s Františkem Kupkou, Fernandem Légerem či Albertem Gleizesem. Kolem nich se vytvářelo hnutí Zlatý řez. V září a říjnu toho roku pobýval v Mnichově, kde začal s přípravnými pracemi na svém klíčovém díle, Velkém skle. Po návratu z Mnichova odjel spolu s manželi Picabiovými a Apollinairem autem na výlet do pohoří Jura. Koncem roku mu Picabia opatřil místo v pařížské knihovně Sainte-Geneviève, kde se Duchamp věnoval studiu technické literatury, zejména spisům matematika a fyzika Henriho Poincaré. V roce 1912 také dovršil své pochybnosti o smyslu malby v tradičním slova smyslu. Tehdy navštívil spolu s Constantinem Brâncuşim a Fernandem Légerem výstavu aviatické techniky. Tam prohlásil: "S malířstvím je konec. Dokáže někdy někdo vytvořit něco lepšího než vrtuli?"

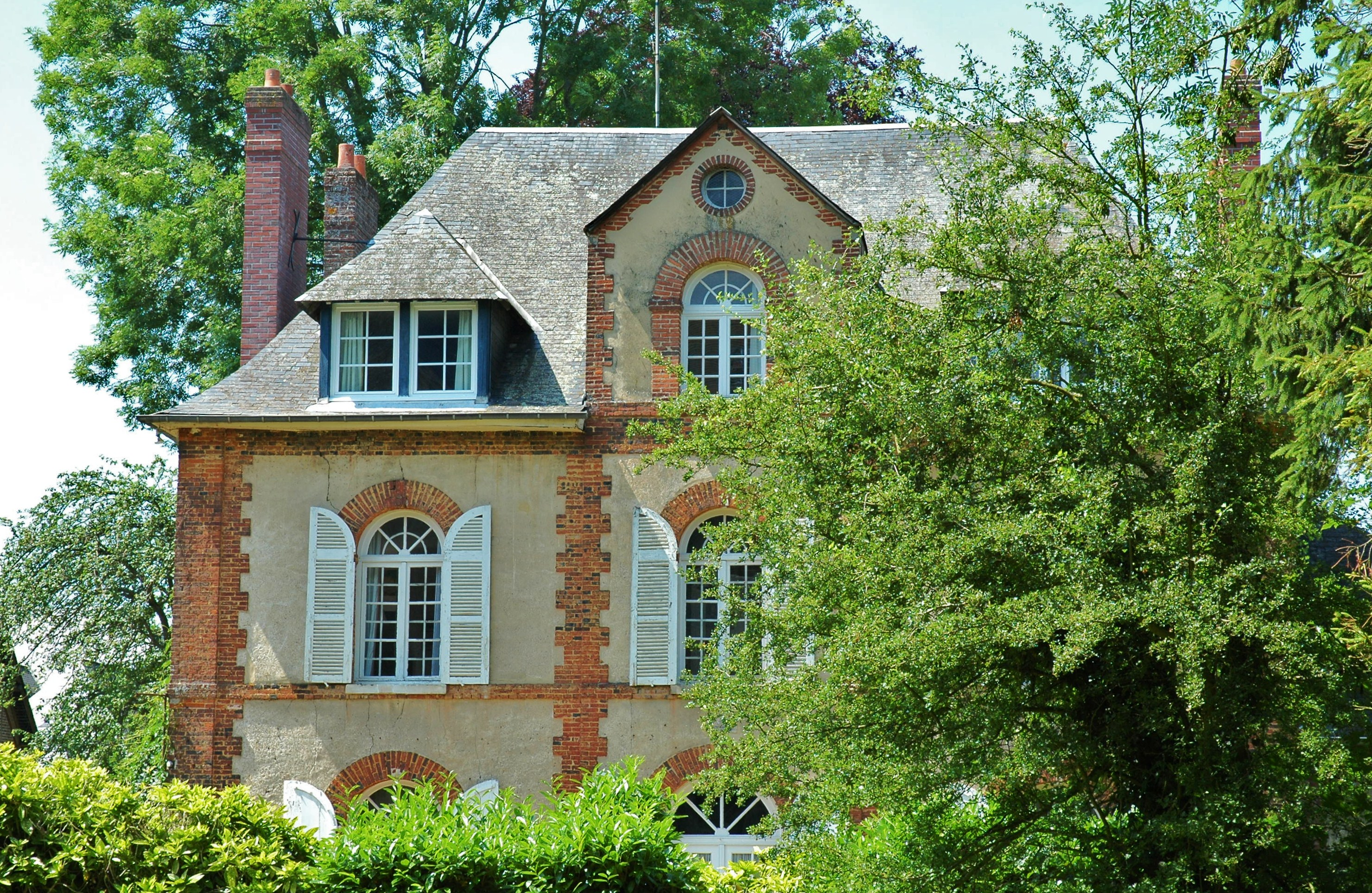
Dům rodiny Duchampů v Blainville

 V roce 1913 se stále živil jako knihovník. Jako důsledek svého uvažování o povaze umění vytvořil svůj první ready-made (hotový umělecký předmět) - Kolo od bicyklu na stoličce. Na legendární výstavě Armory Show v New Yorku, která poprvé ve Spojených státech prezentovala evropské moderní umění, byl vystaven jeho Akt sestupující se schodů, č. 2, odmítnutý loňského roku v Paříži. Vyvolal rozporuplné reakce, nicméně díky němu se Duchamp stal v tamních uměleckých kruzích proslulý. Roku 1914 byl osvobozen od vojenské povinnosti. Vytvořil svůj první ready-made, do jehož podoby zasáhl jen signováním: Stojan na sušení láhví.
Na radu přátel se Duchamp rozhodl opustit válkou zmítanou Evropu a v červnu 1915 se připlavil do New Yorku. Ještě téhož roku se zde seznámil se svými budoucími mecenáši a sběrateli jeho díla, básníkem Walterem Arensbergem a jeho ženou Louisou. Od tohoto roku se také datuje jeho celoživotní přátelství s výtvarníkem Manem Rayem. Rovněž Picabia žil v té době v New Yorku. Všichni tři společně s Jeanem Crottim v roce 1916 založili predadaistickou Společnost nezávislých umělců, která měla být jakousi analogií pařížského Salónu nezávislých. Na výstavě, pořádané roku 1917 touto společností, se Duchamp pokusil pod pláštíkem anonymity presentovat svůj proslulý ready-made Fontána, což byl průmyslově vyráběný pisoár. V srpnu 1918 přerušil Duchamp práci na Velkém skle a vydal se na cesty. Do července 1919 pobýval v Buenos Aires, kde se věnoval své velké vášní – šachové hře. Pak se vrátil do Francie. Navštívil rodinu a v Paříži navázal kontakt s tamní dadaistickou skupinou, kterou tvořili André Breton, Louis Aragon, Paul Éluard a další umělci.

Do Ameriky se vrátil roku 1920. Svému mecenáši Arensbergovi přivezl jako dar další ready-made: 50 cm2 pařížského vzduchu. To byla skleněná ampule, kterou Duchamp v Paříži otevřel a opět uzavřel. Z roku 1920 pochází i fotografie, v níž ho Man Ray vyfotografoval v dámském převleku jako Rrose Sélavy. V témže roce založili Duchamp, jeho další mecenáška Katherine Dreier a Man Ray společnost Société Anonyme, která pořádala přednášky, koncerty, výstavy a vydávala publikace o moderním umění. Mezi její hlavní akce patřila významná Mezinárodní výstava moderního umění v brooklynském muzeu v roce 1926. Mezi lety 1920 a 1940 uspořádali 80 výstav, na kterých představili především abstraktní umění. Roku 1921 vydal Duchamp spolu s Man Rayem knihu New York Dada. V roce 1923 skončil s vytvářením Velkého skla, prohlásil je za definitivně neukončené, přestal se zabývat uměleckou tvorbou a zcela se věnoval šachu. Jedinou výjimkou byla konstrukce optického přístroje Rotující polokoule z roku 1925.

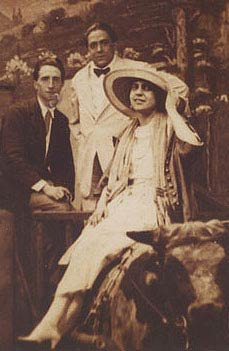
Marcel Duchamp, Francis Picabia a Beatrice Wood v New Yorku, 1917

V letech 1924–1934 hodně cestoval a hrál šachové turnaje. Roku 1934 publikoval limitovanou sérii Zelených krabic, obsahujících kopie jeho skic a poznámek. O dva roky později se zúčastnil Mezinárodní surrealistické výstavy v Londýně a výstavy v Muzeu moderního umění v New Yorku věnované surrealismu a dadaismu. Roku 1938 navrhl předmět Krabice v kufru, což bylo zavazadlo, vyplněné zmenšenými replikami některých jeho děl. Roku 1946 začal v utajení pracovat na svém posledním díle, což bylo diorama Zadání: 1) tekoucí voda, 2) plynové osvětlení, které dokončil až za dvacet let. V roce 1951 vstoupil do společnosti patafyziků. To byla pseudověda založená Alfredem Jarrym, jež se snažila dekonstruovat realitu a opět ji spojit v absurditě. Koncem roku 1955 získal Duchamp americké státní občanství. Roku 1957 proběhla v Guggenheimově muzeu v New Yorku výstava Sourozenci Duchampové. První retrospektivu mu uspořádalo v roce 1963 Art Museum v Pasadeně. Galleria Schwarz v Miláně vydala osm číslovaných a Duchampem signovaných souborů třinácti ready-mades. V posledních letech života pobýval Duchamp v létě pravidelně v Cadaqués v Katalánsku, kde se stýkal se Salvadorem Dalí. Roku 1967 vyšlo v New Yorku dílo V infinitivu. Bílá krabice, krabice obsahující faksimile poznámek k Velkému sklu. V roce 1968 se ještě zúčastnil výstavy Dada, Surrealismus a jejich dědictví, pořádané Guggenheimovým muzeem. Zemřel 2. října 1968 v Neuilly-sur-Seine, pohřben byl v Rouenu. Na svůj náhrobek složil nápis: Ostatně to jsou to vždy jiní, kdo umírají.
Duchamp byl dvakrát ženatý. Roku 1927 se oženil s Lydií Sarazin-Levassorovou, dcerou bohatého výrobce automobilů. Manželství však vydrželo jen několik měsíců. Roku 1954 si vzal Alexinu Sattlerovou. I pro ni to bylo druhé manželství, její první muž byl Pierre Matisse, nejmladší syn malíře Henri Matisse. Toto manželství vydrželo až do umělcovy smrti.

## Duchamp šachista

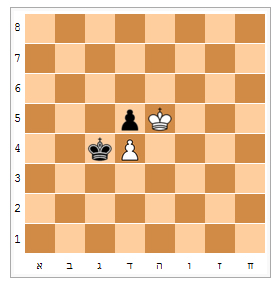
Pozice vymyšlená Duchampem s názvem Klopýtnutí

Ačkoliv hrál Duchamp šachy od dětství, vášeň v něm vzbudily až během jeho pobytu v Buenos Aires v letech 1918–1919. V desetiletí 1923–1933 se takřka výhradně věnoval šachům. Stanovil si za cíl stát se mistrem Francie, což se mu ale nikdy nepodařilo. Přesto se vypracoval mezi nejlepší šachisty Francie. Tamní šachová federace mu udělila titul mistra. Duchamp reprezentoval Francii na čtyřech šachových olympiádách. Na olympiádě v roce 1933 ve Folkestone v USA hrál v jednom týmu s mistrem světa Aljechinem, který v té době reprezentoval Francii. Na olympiádách se Duchamp utkal i s českými šachisty: v roce 1924 prohrál s Karlem Vaňkem, 1930 remizoval s Josefem Rejfířem, na pražské olympiádě 1931 prohrál s Karlem Skaličkou a v roce 1933 remizoval s Karlem Opočenským. Na turnaji v Paříži roku 1929 remizoval s Věrou Menčíkovou, která byla v té době mistryní světa v ženské kategorii. Pařížský turnaj hrál ještě v letech 1930 a 1932, kdy ho vyhrál. V letech 1930 a 1931 hrál na turnaji v Nizze. Roku 1933 se stal mistrem Francie v korespondenčním šachu.
Duchamp se věnoval i šachové teorii. Napsal knihu o šachových koncovkách, věnoval se také problémovému šachu. I poté, co přestal hrát aktivně, zůstal se světem šachových profesionálů v kontaktu. Vedl šachovou rubriku v deníku Le Soir. Šachy se staly námětem i několika jeho výtvarných děl. Z roku 1912 pochází jeho obraz Král a královna obklopení rychlými akty, o rok starší je kubistický Portrét šachisty. Fotografie z vernisáže jeho retrospektivy v Pasadeně v roce 1963 ho zachycuje, jak hraje šachy s nahou Eve Babitz, tehdy dvacetiletou, pozdější známou spisovatelkou.

## Dílo
Duchampovo mládí spadá do doby, která byla pro evropské malířství doslova revoluční. V opozici vůči měšťáckým společenským hodnotám a platnému paradigmatu, v jehož rámci byl uměnovědci posuzován dosavadní vývoj výtvarného umění, vznikají počátkem 20. století výtvarné směry jako dadaismus, kubismus, futurismus, fauvismus, surrealismus či suprematismus, 2. desetiletí 20. století přináší také vznik abstraktního umění. Většinou těchto směrů byl Duchamp ovlivněn nebo naopak sám přispěl k jejich směřování.
Z doby, kdy mu bylo okolo 15 let, se dochovalo několik jeho obrazů namalovaných v duchu impresionismu. Ve dvaceti se zhlédl ve fauvismu a barvy na jeho obrazech byly jasné a zářivé. V letech 1911–1912 byl ovlivněn kubismem a zejména futurismem, obdivujícím výdobytky techniky. Od roku 1913 přestal malovat úplně, když zcela přehodnotil pohled na povahu a smysl výtvarného umění. Zpochybnil kategorii hodnoty uměleckého díla jako takového i postavení umělce jako výhradního tvůrce uměleckých hodnot. Začal vytvářet tzv. ready-mades (Duchampův termín), což byly sériově vyráběné předměty, které Duchamp upravil jen málo anebo vůbec ne. Tyto předměty se podle jeho přesvědčení staly uměleckými díly jen v kontextu svého vystavení v galerii. Umění tak bylo pouze výsledkem dohody tvůrce a galeristy. Jakmile výstava skončila, předmět přestal být uměleckým dílem a vrátila se mu jeho původní funkce. Svými ready-mades se Duchamp stal předchůdcem dadaismu, jehož manifest vyšel v roce 1916 v Curychu.
Po roce 1923 se Duchamp prakticky přestal umělecké tvorbě věnovat. Až po druhé světové válce začal – v naprostém utajení – pracovat na svém posledním díle, dioramatu Zadání. Duchamp ovlivnil výtvarné umění 20. století jako málokdo. Zejména umělci, zařazovaní do proudu konceptuálního umění, se k jeho odkazu hlásili a hlásí.

### Vybraná díla
Až na jednu výjimku není žádné Duchampovo dílo uvolněno pro Wikimedia Commons. Je ale možné se s nimi seznámit na některé z adres v oddílu Externí odkazy. Největší kolekci Duchampových prací vlastní Philadelphia Museum of Art, a to díky manželům Arensbergovým.
- Portrét hráčů šachu, olej na plátně, 108 × 101 cm, 1911, Philadelphia Museum of Art. Ukázka, jak se Duchamp vyrovnával s kubismem. Zároveň to je doklad jeho zájmu o šachovou hru už v mládí.
- Sonáta, olej na plátně, 146 × 114 cm, 1911, Philadelphia Museum of Art. Obraz namaloval Duchamp v domě v Rouenu, kde takřka celý rok 1911 žil se svojí rodinou. Námětem je domácí hudební produkce Duchampových tří sester a matky, tvořící osu děje. Její tvář připomíná ženy ze soudobých Picassových obrazů. Fontána

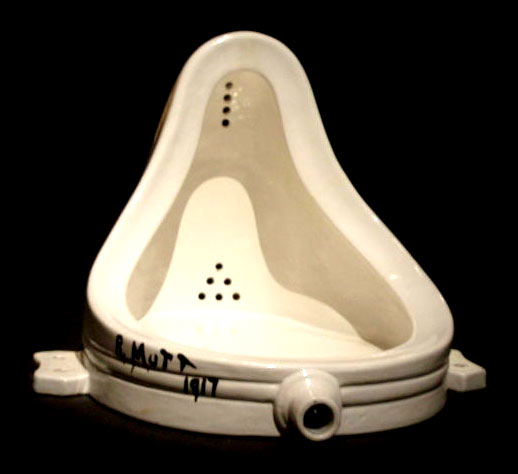
Fontána

- Akt sestupující se schodů č. 2, olej na plátně, 146 × 89 cm, 1912, Philadelphia Museum of Art. Tento obraz změnil Duchampovi život. Albert Gleizes, člen výstavního výboru Salónu nezávislých 1912, požádal Duchampovy bratry, aby Marcel obraz stáhnul, což se stalo. Kubistům, kteří převážně v porotě zasedali, se dílo zdálo příliš futuristické. O rok později byl obraz vystaven v New Yorku a přes rozporuplné přijetí zajistil Duchampovi ve Spojených státech proslulost. Duchamp se zde, podobně jako v jiném obraze z roku 1911 s názvem Smutný mladý muž ve vlaku, vyrovnával s otázkou simultaneity pohybu, nastolenou v 80. letech 19. století anglickým fotografem Eadweardem Muybridgem.
- Nevěsta svlékaná svými mládenci, dokonce, dílo je nazývané též Velké sklo, olej, šelak, olověná fólie, olověný drát a prach, umístěno mezi dvěma skleněnými deskami spojenými hliníkovými, dřevěnými a ocelovými rámy, 277 × 175,8 cm, 1912, 1915–1923, Philadelphia Museum of Art. Objekt je horizontálně rozdělen do dvou sfér: horní je vyhrazena nevěstě, dolní devíti mládencům. Interpretace díla není jednoznačná i přesto, že byly vydány tiskem autorovy poznámky týkající se Velkého skla. V roce 1923 je Duchamp prohlásil za definitivně nedokončené. Původně dílo patřilo Walteru Arensbergovi. Protože se stěhoval do Kalifornie a hrozilo poškození při transportu, přenechal je Katherine Dreierové. Roku 1926 bylo Velké sklo vystaveno v Brooklynu, při zpáteční cestě však sklo na několika místech popraskalo. Duchamp podobu objektu po tomto poškození akceptoval jako osudovou náhodu a prohlásil praskliny za součást díla.[21]
- Sušička láhví, galvanizované železo, ready-made, výška 64,2 cm, 1914–1964. Sušák na láhve si Duchamp koupil v roce 1914 ještě v Paříži. Teprve v roce 1916 ho však signoval a tím povýšil na umělecké dílo. Malíř Robert Motherwell prohlásil, že sušička je tím nejzajímavějším, co bylo v roce 1914 v sochařství vytvořeno.[22] Původní sušička se nedochovala, v roce 1964 Duchamp autorizoval několik replik.
- Fontána, pisoár z porcelánu, ready-made, 23,5 × 18 × 60 cm, 1917–1964. Duchamp obeslal pisoárem anonymně výstavu, kterou sám spolupořádal v rámci Společnosti nezávislých umělců. Aby ho povznesl na úroveň uměleckého díla, provedl na něm tři změny: postavil ho na podstavec, podepsal ho fiktivním jménem R. Mutt a připojil rok vzniku. Třetím aktem mělo být zařazení mezi exponáty výstavy. To se však neuskutečnilo, pisoár zůstal po dobu jejího trvání zapomenut za závěsem. Ani Duchampova přítelkyně a spolupořadatelka výstavy Katherina Dreier nepoznala, že jde o Duchampovu akci.[23] Původní pisoár se nedochoval, v roce 1964 Duchamp autorizoval několik replik.

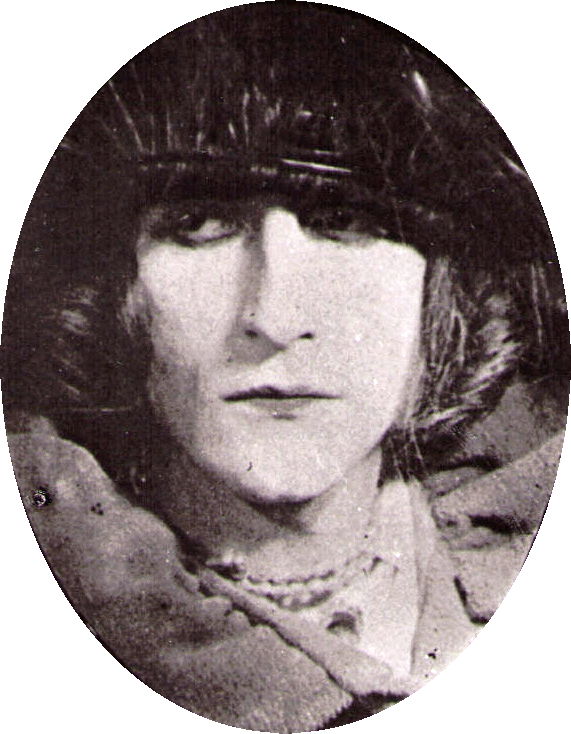
Man Ray: Duchamp jako Rrose Sélavy

- L.H.O.O.Q., tužka přes reprodukci, 19,7 × 12,4 cm, 1919–1930, National Gallery, London. Roku 1919 přimaloval Duchamp Moně Lise, považované (nejen) v té době za nadčasové umělecké dílo, bradku, čímž nekritické uctívání obrazu ironizoval. Později pod reprodukci ještě připojil písmena L.H.O.O.Q., což je jazyková hříčka. Při fonetickém přepisu do francouzštiny se čtou jako elle a chaud au cul, což lze eufemisticky přeložit jako ta ženská má říz.[24] Man Ray: Duchamp jako Rrose Sélavy
- Duchamp jako Rrose Sélavy, fotografoval Man Ray, 21 × 17,3 cm, kolem 1920, Philadelphia Museum of Art. Tato fotografie bývá považována za doklad androgynních rysů Duchampovy erotiky.[25] Duchamp přijímal ženskou identitu při mnoha příležitostech. Podobně jako v případě Mony Lisy, i zde se jedná o fonetickou slovní hříčku. Pokud se vysloví „Rrose Sélavy“ s francouzskou výslovností, lze je číst jako „Eros, c´est la vie“, tedy „Eros, to je život“.
- Zadání: 1) tekoucí voda, 2) plynové osvětlení, asambláž složená ze starých dřevěných dveří, cihel, sametu, dřeva, kůže napnuté na kovovém rámu, větviček, hliníku, železa, skla, plexiskla, linolea, bavlny, elektrických žárovek, plynové lampy a motoru, 242,5 × 177,8 × 124,5 cm, Philadelphia Museum of Art. Otvory ve starých dveřích je možné spatřit osvětlený prostor, v němž leží nahé tělo ženy, které není vidět hlava. Žena drží v rukou plynovou lampu. Způsobem prezentace se jedná o jakousi peep show. O vzniku díla věděla jen Duchampova manželka a přítel Bill Copley. Oficiálně bylo vystaveno až po Duchampově smrti.

## Výstavy v Čechách a na Moravě
V průběhu března a dubna 1969 proběhla výstava věnovaná Duchampovi ve Špálově galerii v Praze. Jejím kurátorem byl Jindřich Chalupecký. K výstavě byl vydán katalog.
Od června do září 2000 uspořádala výstavu Duchampových děl ze sbírek vídeňské Galerie Julius Hummel Moravská galerie v Brně. Kurátoři byli Pavel Liška a Martin Zeiller. K výstavě byl vydán katalog.